# Zpráva o třetí planetě
Zpráva o třetí planetě je sbírka povídek a jedné novely spisovatele Arthura Charlese Clarka, vyšla v roce 1982 v nakladatelství Práce v překladu Zdeňka Volného . Ten také povídky vybral z původních anglických sbírek The Nine Billion Names of God a The Wind from the Sun. Některé z povídek pak byly poprvé otištěny knižně ve sbírce The Other Side of the Sky.
Jediná v knize obsažená novela se jmenuje Setkání s medúzou.
Zdeněk Volný napsal i předmluvu ke knize, která se týká biografie a tvorby anglického spisovatele.
V roce 2002 vydalo knihu doplněnou o několik dalších povídek nakladatelství Baronet pod názvem Devět miliard božích jmen.

## Obsah sbírky
- Hvězda ("The Star")
- Devět miliard božích jmen ("The Nine Billion Names of God")
- Maelström II ("Maelström II")
- Stěna z temnoty ("The Wall of Darkness")
- ...A ozve se Frankenstein ("Dial F for Frankenstein")
- Kterak se Hercules Keating v orchidej proměnil ("The Reluctant Orchid")
- Dřív než nastal ráj ("Before Eden")
- Záznam ("Playback")
- Tajemství ("The Secret")
- Pomíjivost ("Transience")
- Posedlí ("The Possessed")
- Případ s časem ("Trouble with Time")
- Cesta tmou ("A Walk in the Dark")
- Ze slunce zrození ("Out of the Sun")
- Křížová výprava ("Crusade")
- Božský pokrm ("The Food of the Gods")
- Střílejte veverky ("Hide and Seek") - pozn.: v časopise 100+1 (1965/10) vyšlo pod názvem Hra na schovávanou [2].
- Kruté nebe ("The Cruel Sky")
- Na úsvitu věků ("Encounter in the Dawn")
- Kdybych na tebe zapomněl, Země ("If I Forget Thee, Oh Earth...")
- Setkání s medúzou (A Meeting with Medusa) - novela